# Stazione di Varazze (1868)
La stazione di Varazze è stata una stazione ferroviaria posta sulla variante da Cogoleto al nuovo impianto omonimo della ferrovia Genova-Ventimiglia. Servì il comune di Varazze in provincia di Savona.

## Storia
La vecchia stazione di Varazze venne inaugurata nel 25 maggio 1868 in concomitanza con il tratto iniziale a binario unico Genova Voltri-Savona.
Nel 1908 alla stazione cessarono i servizi di trasporti a domicilio.
Appena 4 anni prima della soppressione del tratto l'elettrificazione venne convertita da trifase a corrente continua.
Venne dismessa nel 1968, un secolo dopo la sua apertura al servizio, a causa dell'apertura all'esercizio della nuova stazione posta sul nuovo tratto a doppio binario, questa restando fino al 1977 con i binari in posizione provvisoria (lato mare).

## Strutture e impianti
La stazione era composta da un fabbricato viaggiatori, da uno scalo merci e da 3 binari di cui uno al servizio dello scalo. A seguito della soppressione l'impianto venne demolito ed al suo posto venne edificato un parcheggio.
In seguito il sedime, prima di allora abbandonato, venne riconvertito ad uso ciclabile per la pista ciclabile della Riviera Ligure.